# San Salvador de Jujuy
San Salvador de Jujuy (španska izgovarjava: [san salβaˈðoɾ ðe xuˈxuj]), splošno znano kot Jujuy in lokalno pogosto imenovano San Salvador , je glavno mesto province Jujuy na severozahodu Argentine. V njem je tudi sedež departmaja Doctor Manuel Belgrano. Leži blizu južnega konca kanjona Humahuaca, kjer se gozdnati griči srečujejo z nižinami.
Ob popisu leta 2010 je imelo mesto 237.970 prebivalcev. Metropolitansko območje šteje 300.000 prebivalcev.

## Geografija
Mesto leži ob državni cesti št. 9, ki povezuje La Quiaco 289 km s Salto 120 km, od Buenos Airesa pa je 1525 km. Turistične destinacije nedaleč od mesta so Tilcara 84 km, Humahuaca 126 km in narodni park Calilegua 111 km.
Jujuy se nahaja v bližini Andov, na križišču reke Xibi Xibi in Río Grande de Jujuy, 1238 metrov nad morjem. Vreme je poleti vlažno, pozimi pa suho in hladno. Temperature se med dnevom in nočjo zelo razlikujejo.
Mesto je deželno vladno, finančno in kulturno središče. Tu je večina upravnih pisarn, povezanih z gospodarskimi dejavnostmi, ki potekajo v drugih delih province; te dejavnosti so pridobivanje in predobdelava nafte, industrija sladkornega trsa in sladkorja (Ledesma), tobak (El Carmen, 10 km južno), jeklo (v bližnji vili Palpalá), citruse in pridelavo sadja in zelenjave za lokalno porabo .
Mesto ima kolonialno mestno jedro, vključno s Cabildom (mestno hišo), stolnico in barvitimi andskimi karnevali.
Mednarodno letališče Gobernador Horacio Guzmán (IATA: JUJ, ICAO: SASJ) na koordinatah 24 ° 24′00 ″ J 65 ° 05′00 ″ Z, je 33 km jugovzhodno od mesta (v Ciudad Pericu) in ima redne lete v Buenos Aires.
- Spomenik Manuela Belgrana
- Belgranov trg in vladna palača
- Stolnica San Salvador de Jujuy
- Patio stolnice

## Zgodovina
Po predhodnih poskusih v letih 1565 in 1592 je sedanje mesto 19. aprila 1593 kot San Salvador de Velazco en el Valle de Jujuy ustanovil Francisco de Argañarás y Murguía. Naselje se je sprva razvilo kot strateško območje na trgovski poti z mulami med San Miguelom de Tucumánom in rudniki srebra v mestu Potosi v Boliviji.
Ko je kolonialno obdobje doseglo svoj višek, se je po argentinski deklaraciji o neodvisnosti leta 1816 status oddaljene prestolnice province zmanjšal. Mesto je postalo glavno mesto province Jujuy, ko se je ta leta 1834 ločila od province Salta. Leta 1863 je potres mesto Jujuy porušil do tal in si je v naslednjih desetletjih počasi opomoglo. Jujuy je začel rasti po prihodu železnice leta 1900. Njegova prva visokošolska institucija, Inštitut za ekonomske vede, je bila ustanovljena leta 1959, leta 1953 pa je bila vključena v novo državno univerzo Jujuy. Mesto je bilo prizorišče številnih argentinskih filmov, med njimi Veronico Cruz (1988) in Una estrella y dos cafés (2005). V osiromašeni soseski Spodnji Azopardo v mestu je Milagro Sala vzpostavil sosedsko združenje avtohtonih Tupac Amaru. 

## Arhitektura in kultura
V Jujuyju (tako mesto imenujejo domačini) je v kolonialnem slogu Plaza Belgrano s stolnico San Salvador de Jujuy. Poleg tega trg meji na vladno palačo in staro mestno hišo (Cabildo). V samem mestu je še nekaj starih cerkva. Vse pa so podobne stolnici.
Malo zunaj mesta na reki Río Reyes, sredi visokogorja, so kraljevi izviri Termas de Reyes. Voda je topla in bogata z minerali in v njej se lahko kopa. Do vasi so avtobusne povezave, do razglednih točk na tem območju pa se lahko sprehodi.
Jujuy je tudi izhodišče v za Quebrada de Humahuaca, kanjon, ki vodi do mesta Humahuaca in ki ga je UNESCO leta 2003 razglasil za svetovno dediščino.

## Partnerska mesta
- Venezuela Vargas, Venezuela, od 2004
- Bolivija Tarija, Bolivija, od 8. marca 2004